# Arena de São Paulo
Az Arena Corinthians, vagy másik nevén Arena de São Paulo stadion egy többcélú sportlétesítmény Brazíliában, São Paulo városban. A stadion 2014. május 10-én nyitotta meg kapuit. A létesítmény többnyire futballmeccseknek ad otthont, többek közt a 2014-es labdarúgó-világbajnokságon rendezett meccseknek is. A stadion 2011 és 2014 közt épült.

## 2014-es labdarúgó-világbajnokság
| Dátum            | Idő (UTC-4) | Csapat #1 | Eredmény     | Csapat #2    | Forduló      | Nézőszám |
| ---------------- | ----------- | --------- | ------------ | ------------ | ------------ | -------- |
| 2014. június 12. | 17:00       | Brazília  | 3–1          | Horvátország | A csoport    | 62 103   |
| 2014. június 19. | 16:00       | Uruguay   | 2–1          | Anglia       | D csoport    | 62 575   |
| 2014. június 23. | 13:00       | Hollandia | 2–0          | Chile        | B csoport    | 62 996   |
| 2014. június 26. | 17:00       | Dél-Korea | 0–1          | Belgium      | H csoport    | 61 397   |
| 2014. július 1.  | 13:00       | Argentína | 1–0 (h.u.)   | Svájc        | Nyolcaddöntő | 63 255   |
| 2014. július 9.  | 17:00       | Hollandia | 0–0 (t. 2–4) | Argentína    | Elődöntő     | 63 267   |

## Fordítás
Ez a szócikk részben vagy egészben  az   Arena Corinthians című angol Wikipédia-szócikk ezen változatának fordításán alapul.  Az eredeti cikk szerkesztőit annak laptörténete sorolja fel. Ez a jelzés csupán a megfogalmazás eredetét és a szerzői jogokat jelzi, nem szolgál a cikkben szereplő információk forrásmegjelöléseként.